# Vörhenyeshasú kakukk
A vörhenyeshasú kakukk (Cacomantis variolosus) a madarak osztályának kakukkalakúak (Cuculiformes) rendjébe, ezen belül a kakukkfélék (Cuculidae) családjába tartozó faj.

## Rendszerezése
A fajt Thomas Horsfield és Nicholas Aylward Vigors írták le 1826-ban, a Cuculus nembe Cuculus variolosus néven.

## Alfajai
- Cacomantis variolosus addendus Rothschild & Hartert, 1901
- Cacomantis variolosus aeruginosus Salvadori, 1878
- Cacomantis variolosus blandus Rothschild & Hartert, 1914
- Cacomantis variolosus dumetorum (Gould, 1845)
- Cacomantis variolosus everetti Hartert, 1925
- Cacomantis variolosus infaustus Cabanis & Heine, 1863
- Cacomantis variolosus macrocercus Stresemann, 1921
- Cacomantis variolosus oreophilus Hartert, 1925
- Cacomantis variolosus sepulcralis (S. Muller, 1843)
- Cacomantis variolosus variolosus (Vigors & Horsfield, 1827)
- Cacomantis variolosus virescens (Bruggemann, 1876)
- Cacomantis variolosus websteri Hartert, 1898[2]

## Előfordulása
Ausztrália, Indonézia, a Fülöp-szigetek, Kelet-Timor Malajzia, Mianmar, Palau, Pápua Új-Guinea, a Salamon-szigetek, Szingapúr és Thaiföld  területén honos.
Természetes élőhelyei a szubtrópusi és trópusi síkvidéki és hegyi esőerdők, mangroveerdők és cserjések, valamint legelők és vidéki kertek. Állandó, nem vonuló faj.

## Megjelenése
Testhossza 21–28 centiméter, testtömege 34 gramm.
|  |

## Életmódja
Legfőképp rovarokkal táplálkozik, különösen szőrös hernyókkal.

## Szaporodása
Fészekparazita, mint a legtöbb kakukkfaj. Szaporodási ideje szeptembertől  januárig tart. A dajkamadár fészkébe 1 tojást helyez.

## Természetvédelmi helyzete
Az elterjedési területe rendkívül nagy, egyedszáma pedig stabil. A Természetvédelmi Világszövetség Vörös listáján nem fenyegetett fajként szerepel.

## Külső hivatkozások
- Képek az interneten a fajról
- Ibc.lynxeds.com - videó a fajról
- Xeno-canto.org - a faj hangja és elterjedési területe